# Bernard Alojzy Łubieński
Bernard Alojzy Łubieński herbu Pomian (ur. 9 grudnia 1846 w Guzowie, zm. 10 września 1933 w Warszawie) – polski duchowny, prezbiter, zakonnik w Zgromadzeniu Najświętszego Odkupiciela (redemptorystów), kaznodzieja, misjonarz, pisarz, rektor domu zakonnego w Mościskach, Czcigodny Sługa Boży Kościoła katolickiego zwany apostołem Polski oraz krzewiciel kultu obrazu Matki Bożej Nieustającej Pomocy.

## Życiorys

### Lata dzieciństwa
Urodził się w Guzowie pod Warszawą 9 grudnia 1846 w rodzinie szlacheckiej. Był synem Tomasza Łubieńskiego Wenthwortha i Adelajdy z Łempickich, wnukiem Henryka Łubieńskiego, a prawnukiem Feliksa Łubieńskiego i bratem Henryka, Zofii, Rogera, Marii, Zygmunta, Adama, Michała, Ireny, Celiny, Teresy  (matka Henryka Cichowskiego) i Tomasza. Warto dodać, że troje z jego rodzeństwa również wybrało drogę życia konsekrowanego: Zygmunt został księdzem, zaś Zofia i Irena zakonnicami w zakonie sióstr wizytek. Ponadto z rodziny tej wywodzili się dwaj prymasi Polski (abp Maciej Łubieński i abp Władysław Aleksander Łubieński) oraz czterech biskupów (Kazimierz Łubieński – biskup chełmski i krakowski, Konstanty Ireneusz Łubieński – biskup sejneński, Stanisław Łubieński – biskup płocki i łucki oraz Tadeusz Łubieński – biskup włocławski). W szóstym dniu po urodzeniu (15 grudnia) został ochrzczony przez swojego dziadka stryjecznego bp. Tadeusza Łubieńskiego w kościele Wszystkich Świętych i św. Stanisława w Wiskitkach otrzymując imiona Bernard, Alojzy, Restytut.
Dzieciństwo spędził w Sokulu, Szewnej, Petersburgu i Warszawie, gdzie się wychowywał w domu Feliksa i Marii (z Łubieńskich) Korwin-Szymanowskich, gdzie było troje dzieci, w tym jeden jego rówieśnik, Teodor. 24 czerwca 1857 przyjął pierwszą komunię świętą w kościele Przemienienia Pańskiego w Poświętnem oraz otrzymał z rąk bp. Tadeusza Łubieńskiego sakrament bierzmowania.

### Wybór drogi zakonnej u redemptorystów

#### Wielka Brytania

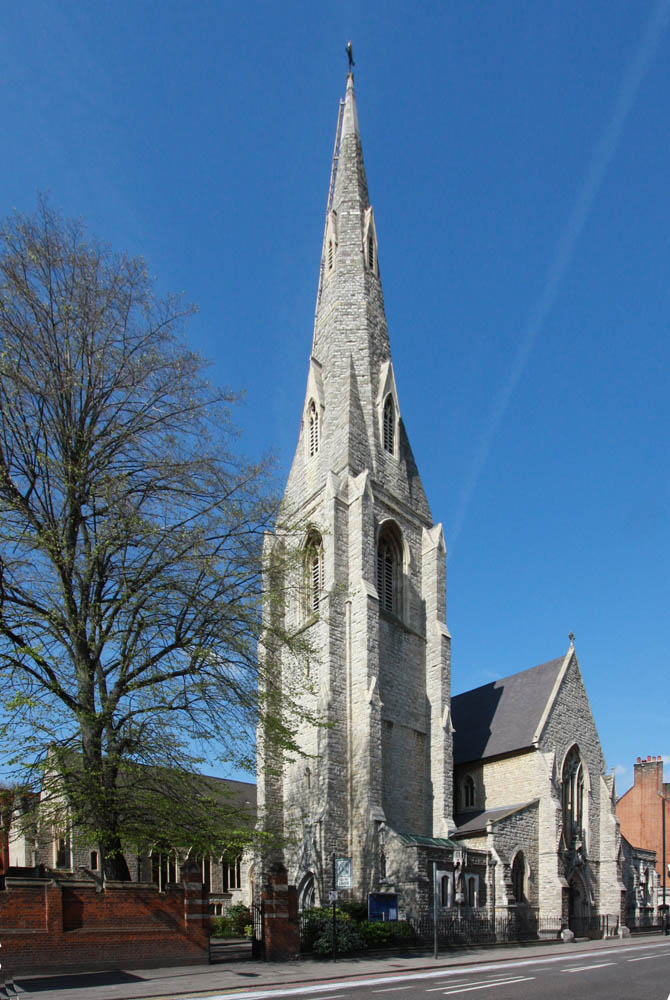
Parafia Redemptorystów St Mary, na Capham w Londynie

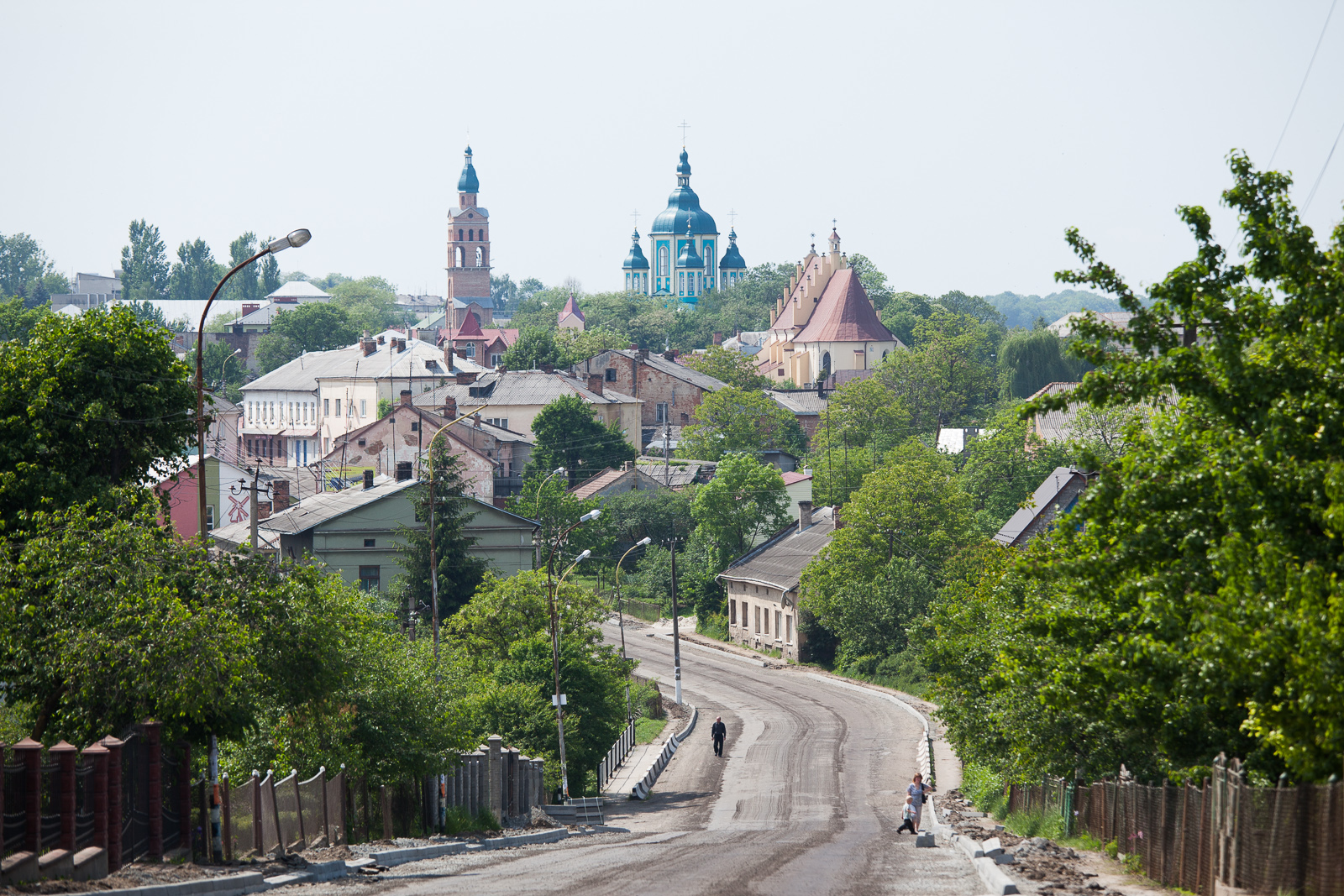
Mościska, obecnie na Ukrainie - widok ogólny

18 września 1858 wraz ze starszym bratem, Henrykiem, rozpoczął naukę w kolegium św. Cuthberta w Ushaw w hrabstwie Durham (Anglia). W Herefordshire mieszkała ich ciotka, Irena Dzierżykraj-Morawska-Bodenham, co umożliwiło ich kontakt w rodzinnej posiadłości „Rotherwas”.
Nie udało mu się zaliczenie egzaminu dojrzałości. 20 września 1862 otrzymał tonsurę. Następnie w dniach od 30 sierpnia do 5 września 1864 udał się na rekolekcje do nowicjatu jezuitów w Roehampton, które odprawił pod kierunkiem mistrza nowicjatu o. Alfreda Welda SJ, po których postanowił wybrać drogę życia konsekrowanego, lecz do Jezuitów nie został przyjęty z uwagi na niedociągnięcia szkolne i skierował się do redemptorystów.
7 września 1864 przyjęty został jako postulant do Zgromadzenia Najświętszego Odkupiciela na Clapham w Londynie. Od 15 października 1864 rozpoczął w Bishop Eton (Anglia) nowicjat przyjmując habit redemptorysty i podejmując tam studia filozoficzne oraz teologiczne. 7 maja 1866 w Bishop Eton złożył śluby zakonne stając się członkiem prowincji angielskiej redemptorystów. Od 1 września 1869 w Witten w Holandii, kontynuował studia teologiczne w tamtejszym międzynarodowym seminarium redemptorystów. 12 października 1870 w Witten przyjął święcenia subdiakonatu, a następnego dnia (13 października) święcenia diakonatu oraz 29 grudnia 1870 w Akwizgranie (niem. Aachen) otrzymał święcenia kapłańskie w kościele redemptorystów pw. św. Alfonsa z rąk bp. Johanna Theodora Laurenta. 7  września 1871 wrócił do Anglii, do klasztoru redemptorystów w Clapham. W 1872, w Perth (Szkocja) uczestniczył na kursie przygotowania misyjnego, a także krótko w Irlandii spotkał się z prowincjałem o. Robertem Astonem Coffinem CSsR.
Od czerwca 1873 do 16 maja 1882 ponownie przebywał na Clapham, początkowo jako sekretarz prowincjała oraz kronikarz-archiwista prowincji angielskiej redemptorystów, następnie prokurator (ekonom) tej prowincji. Pierwszą wyprawą misyjną, którą prowadził wraz z kilku misjonarzami była misja w parafii katedralnej św. Chada w Birmingham, w październiku 1875. Po opuszczeniu Clapham w 1882 przebywał w Rzymie, dwukrotnie podejmowany na audiencji u papieża Leona XIII.

#### Austria
15 lipca 1882 dotarł do Wiednia, a następnie został posłany do domu nowicjatu w Eggenburgu, by mógł lepiej zaaklimatyzować się w prowincji austriackiej. W wyniku odbytych rozmów w 1881 prowincjał austriacki wykupił w Mościskach podominikański klasztor, który stał się w 1883 polską placówką redemptorystów. Austrię opuścił następnego roku (1883).

#### Polska
23 stycznia 1883 wyjechał do Krakowa, gdzie zamieszkał w Pałacu Biskupim (odprawiał tam msze święte). Głosił także konferencje w klasztorze sióstr wizytek, w którym przebywały jego dwie siostry: Zofia Amata i Irena. W Krakowie, przygotowując się do pracy w Mościskach, rozpoczął następnie pracę podejmując obowiązki prefekta kościoła klasztornego św. Katarzyny Aleksandryjskiej w Mościskach.
W styczniu 1885 zachorował na grypę, po której zapadł na paraliż. Mimo intensywnego leczenia pozostał osobą niepełnosprawną. Mimo tego kontynuował pracę jako kapłan, pisarz, a przede wszystkim jako misjonarz, szerząc kult obrazu Matki Bożej Nieustającej Pomocy.
W okresie 1885–1886 napisał obszerną biografię biskupa Coffina. W 1886 współprowadził pierwszą misję na ziemiach polskich w Laszkach. W 1887 odbył samodzielnie misję w Borysławiu. W 1889 samodzielnie prowadził pierwszą misję w zaborze pruskim, w Żegocinie koło Pleszewa. Działalność misyjną rozwinął także na Śląsku (Opole), w Poznaniu, na Pomorzu. Misje głosił również w Krzeszowie, Witkowicach i Myślenicach (1892), Bielanach koło Kęt, Pisarzowicach, Ślemieniu, w Mogile, w bazylice Mariackiej w Krakowie i Wadowicach (1897). Był organizatorem budowy dwóch kościołów w: Tuchowie (1893) i Krakowie (1903).
W 1893 został mianowany konsultorem admonitorem w zarządzie domu zakonnego redemptorystów w Mościskach, a 1 listopada 1894 objął urząd rektora tego domu i pełnił tę funkcję do 17 lipca 1903. W tym czasie odbył liczne misje krajowe i zagraniczne, a także wyjechał do Rzymu, gdzie był przyjęty na kolejnej audiencji u papieża Leona XIII. Ponadto uczestniczył w Synodzie diecezji przemyskiej. Podejmował też liczne inicjatywy w Mościskach, m.in. przyczynił się do otwarcia w Małego Seminarium, czyli juwenatu dla redemptorystów, nowicjatu dla braci laików i nowicjatu dla kleryków.
Od 1 sierpnia 1903 przebywał w klasztorze redemptorystów w Krakowie, gdzie objął funkcję konsultora admonitora przełożonego oraz ekonoma klasztoru. Jednocześnie nie ustawał w pracy misyjnej, będąc m.in. w: Poznaniu, Warszawie, na Litwie (Połąga).
Od 25 marca 1905 w Warszawie, początkowo u swego brata ks. Zygmunta Łubieńskiego na Woli, następnie wraz ze współbraćmi przy kościele Najświętszego Zbawiciela, zapoczątkował organizację hospicjum w tym mieście. Kontynuował liczne misje i rekolekcje, m.in. w Żyrardowie, Kielcach, Płocku (w ośrodku mariawityzmu), Petersburgu, Lembargu (ówcześnie zabór pruski), Wilnie, Krakowie, Odessie i Tuchowie.
20 maja 1909 wziął udział w kanonizacji w Rzymie bł. Klemensa Marii Hofbauera przez papieża Piusa X. 19 grudnia 1911 powrócił do Krakowa z powodu odmowy władz rosyjskich przyznania mu indygenatu. W 1912 opuścił Kraków, by w dniu 29 lipca ponownie objąć urząd rektora klasztoru redemptorystów w Mościskach. W 1913 wydał biografię o. Jana Podgórskiego CSsR. W 1914 wziął udział w Synodzie diecezji przemyskiej w Chyrowie. W kwietniu 1915 na krótko we Lwowie został internowany przez wojska rosyjskie. Mościska opuścił 20 lipca 1918, udając się na rekolekcje dla niepokalanek w Jarosławiu, skąd wyjechał 27 lipca 1918 do Krakowa. Przebywając w Krakowie (ponownie objął urząd konsultora admonitora przełożonego wspólnoty krakowskiej) wielokrotnie udając się na misje, a także przybywając do Mościsk.

### U schyłku życia
W dniach 9–10 kwietnia 1921 w Krakowie odbyły się uroczystości jubileuszu pięćdziesięciolecia jego kapłaństwa. Także w Krakowie w dniach 7–8 maja 1926 uroczyście obchodzono jego sześćdziesięciolecie profesji zakonnej. Specjalny list okolicznościowy wraz z błogosławieństwem nadesłał jubilatowi papież Pius XI. 

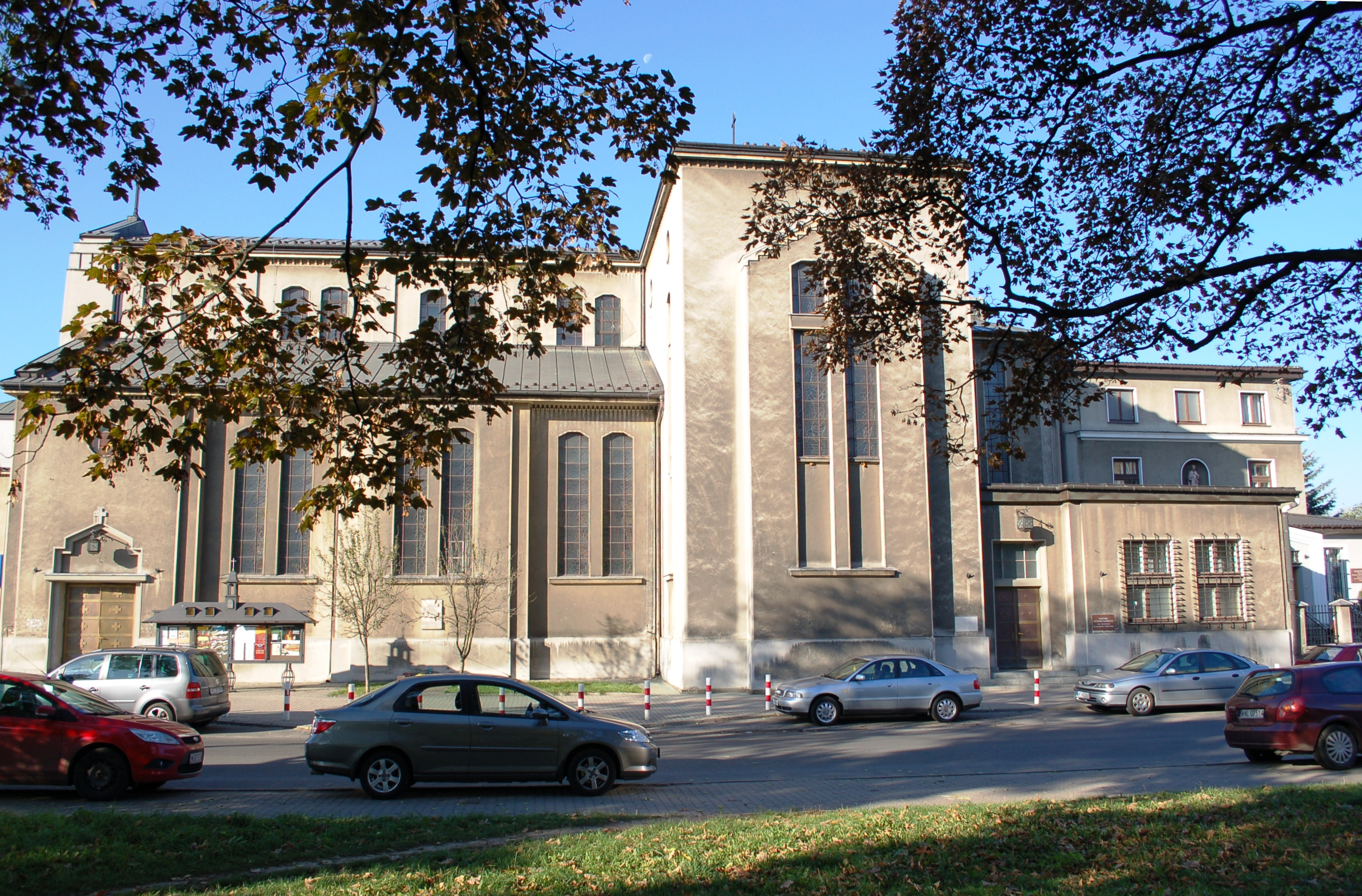
Kościół św. Klemensa Hofbauera w Warszawie, w którym spoczywa Bernard Alojzy Łubieński

Od 27 września 1926 przebywał w Warszawie, kontynuując prace misyjne i rekolekcyjne w: Warszawie, Gnieźnie, Toruniu oraz na Katolickim Uniwersytecie Lubelskim. Poświęcił się wówczas pracy kaznodziejskiej, będąc również wybitnym kierownikiem duchowym i spowiednikiem. 28 grudnia 1930 uroczyście obchodzono sześćdziesięciolecie jego święceń kapłańskich. Pogarszający się stan zdrowia uniemożliwił mu w 1931 opuszczanie Warszawy.
23 sierpnia 1933 z największym wysiłkiem zdołał odprawić ostatnią – jak się później okazało – mszę świętą (nie miał siły, by wstać nawet na konsekrację). Następnego dnia prowincjał o. Franciszek Marcinek CSsR udzielił mu w sytuacji zagrażającej jego życiu sakramentu namaszczenia chorych. Codziennie przyjmował komunię świętą siedząc na krześle, a w dwóch ostatnich dniach nie mając już sił, przyjął ją leżąc w łóżku.
Zmarł 10 września 1933 w Warszawie o godz. 23:50 przy czuwających przy nim współbraciach. Pogrzeb odbył się 13 września, a mszy pogrzebowej przewodniczył kard. Aleksander Kakowski. Mowę pożegnalną na tej mszy wygłosił ks. kanonik Zygmunt Choromański, kanclerz kurii warszawskiej, późniejszy biskup. Powiedział on wtedy m.in.:

Umarł jeden z najstarszych zakonników w Polsce – umarł najbardziej zasłużony misjonarz, umarł prawdziwy mąż Boży, czcią Polski całej otoczony, umarł O. Bernard! (…) Na miarę Pawłową apostoł Chrystusowy, gorliwy łowca dusz dla Pana Jezusa, O. Bernard najszczęśliwiej czuł się na ambonie i w konfesjonale. Na ambonie w kazaniach swoich występował z całą powagą i majestatem prawdy Chrystusowej (…) Gdy zasiadał w konfesjonale, w tym – jak mawiał – trybunale nieskończonego miłosierdzia Bożego, tyle rozsiewał słodyczy, że wszyscy u O. Bernarda chcieli się spowiadać (…) Miał trzy miłości – a tymi był Bóg, Matka  Najświętsza i Polska nasza! (…) Mimo woli już się chcemy modlić do niego, bo ufamy, że już wszedł do wesela Pana swego. (…) O. Bernardzie – ostatnie dziś dajemy ci na ziemi pożegnanie – kiedy Matuchna Twoja, która ci nieustającą pomocą za życia była, ostatnią pomocą się przyczyni, i usłyszysz wyrok Pana swego – „wnijdź do wesela Pana twego” – przyczyń się za nami, ażebyśmy i my tam wnijść mogli!

Ciało jego spoczęło ostatecznie (po ekshumacji 14 kwietnia 1982 z cmentarza Wolskiego) w kościele św. Klemensa Hofbauera w Warszawie przy ul. Karolkowej 49, gdzie początkowo umieszczono je w nawie bocznej, a od 15 października 1991 zostało złożone w specjalnie wybudowanym sarkofagu przy głównym wejściu do tego kościoła.
Jego działalność misyjna była rozciągnięta na terenie całej Polski. W ciągu życia uczestniczył w 244 misjach, podczas których przeprowadził 508 rekolekcji. Przeprowadził też 54 renowacje w kościołach na terenie całej Polski. Był też pisarzem literatury religijnej.

## Duchowość

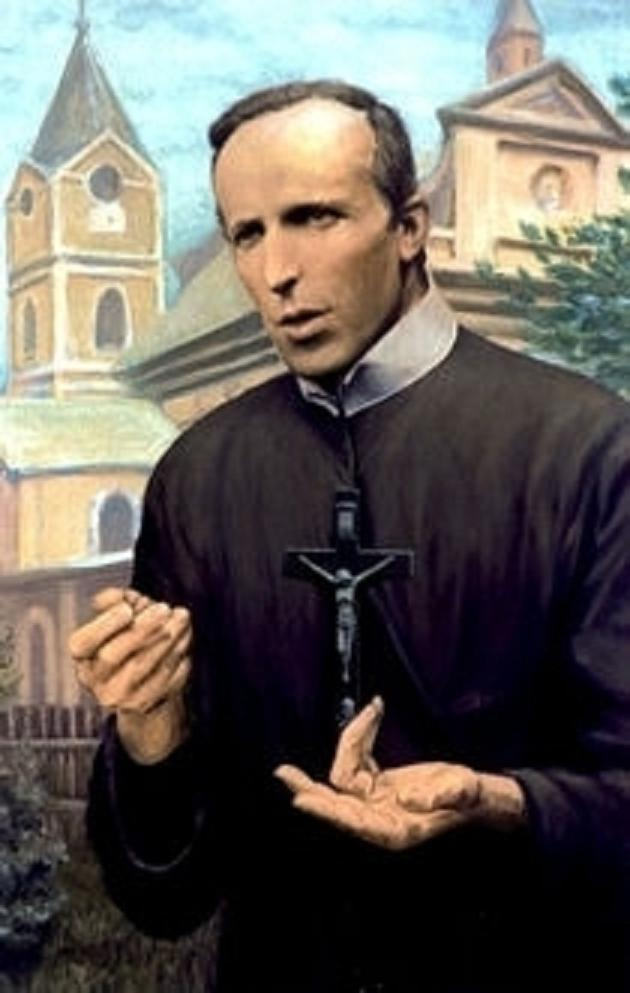
Obraz o. Bernarda Łubieńskiego na tle kościoła pw. Matki Bożej Nieustającej Pomocy i św. Katarzyny Aleksandryjskiej w Mościskach

W jego rozwoju życia duchowego oraz postępu na szlakach wiary duży wpływ miał klimat domu rodzinnego, który kształtował się w wyniku tradycji rodziców, wyniesionej od przodków oraz kontaktem ze środowiskiem osób konsekrowanych. Praca nad sobą oraz współpraca z łaską Bożą, zdyscyplinowanie i konsekwencja powodowały ciągły postęp jego życia duchowego.
Również trwałe podstawy i fundamenty jego wiary, której elementami była lektura Pisma Świętego czy autorytet Kościoła katolickiego miały duży wpływ na wybór jego drogi zakonnej.
Poza Eucharystią i czcią poprzez adorację Najświętszego Sakramentu, szczególnym akcentem jego duchowości była mariologia, umiłowanie i kult Matki Bożej, do którego nabożeństwa został zachęcony w dzieciństwie przez swoją matkę Adelajdę, która ponadto zwracała uwagę np. na odmawianie m.in. modlitwy różańcowej. W kolegium w Ushaw w Anglii spotkał dyrektora zakładu, ks. Karola Newshama, wielkiego czciciela Maryi i Najświętszego Sakramentu, który zachęcał go do lektury książek poświęconych Maryi. Bernard Łubieński napisał o tym w swoich pamiętnikach: 

Zaledwie przybyłem do Ushaw, musiałem sobie kupić - a było to moje pierwsze kupno w życiu - Uwielbienia Maryi i Nawiedzenia Najświętszego Sakramentu, autorstwa św. Alfonsa Liguori.

Lektura dzieła św. Ludwika Marii Grignion de Montfort: Traktat o prawdziwym nabożeństwie do Najświętszej Maryi Panny, z którą jako student ósmej klasy gimnazjum się zetknął również ukierunkowała i przekonała go w takim wyborze. Wyrazem tej czci do Matki Bożej było jego pierwsze zetknięcie się z obrazem Madonny w wizerunku pod wezwaniem Matki Bożej Nieustającej Pomocy, którego później stał się wybitnym propagatorem i czcicielem. Otoczył ten wizerunek szczególną opieką. Przedstawiona na nim Maryja jest Matką wszystkich ludzi, wszystkim gotowa pomagać czy ratować, której on polecał wszystkie sprawy trudne i najbardziej bolesne. Matkę Nieustającej Pomocy, postawił on zaraz po Bogu Ojcu i Jezusie, w centrum własnego życia religijnego i osobistej pobożności. Szczególnie zaznaczał to będąc wybitnym kaznodzieją, często powołując się na jej kochające Serce.
Ponadto, jako potomek staropolskiego rodu Łubieńskich odznaczał się głęboką miłością Ojczyzny. Swój patriotyzm wiązał także z religijnością, kultem Matki Bożej jako Królowej Korony Polskiej oraz kultem świętych i błogosławionych Polaków.

## Publikacje
Jest autorem lub tłumaczem z innych języków następujących pozycji książkowych:
- Bernard Łubieński, Apostoł Warszawy czyli Żywot błogosł. Klemensa Maryi Hofbauera Wikarego Generalnego Zgromadzenia Redemptorystów, Mościska: Nakł. OO. Redemptorystów, 1889, OCLC 891207399. Brak numerów stron w książce
- Bernard Łubieński, Polecenie ojczyzny naszej Bogu, Poznań 1892, OCLC 891207352. Brak numerów stron w książce
- Bernard Łubieński, Żywot świętego brata Gerarda Majella ze Zgromadzenia OO. Redemptorystów, Kraków: Spółka Wydawnicza Polska, 1893, OCLC 830196394 [zarchiwizowane z adresu 2022-07-05]. Brak numerów stron w książce
- Karl Frenzel (tł. Bernard Łubieński): Prawa kobiety: nowela. Kraków: Nakładem Księgarni Spółki Wydawniczej Polskiej, 1894. OCLC 749221092. Brak numerów stron w książce
- Piotr z Alkantary (z ang. na jęz. pol. przeł. Bernard Łubieński): Pokój duszy. Kraków: Nakł. OO. Redemptorystów, 1909. Brak numerów stron w książce
- Bernard Łubieński, Święci patronowie polscy czciciele Maryi: (rzecz przesłana na Kongres międzynarodowy ku czci Matki Bożej zebrany w Saragossie w dn. 26-29 września 1908 r.), Poznań: Druk. i Księgarnia św. Wojciecha, 1910, OCLC 891207434. Brak numerów stron w książce
- Bernard Łubieński, Życie św. Alfonsa Maryi Liguorego: założyciela Zgromadzenia Najśw. Odkupiciela, biskupa św. Agaty, doktora Kościoła św, Kraków: Nakładem OO. Redemptorystów, 1911, OCLC 316451194. Brak numerów stron w książce
- Bernard Łubieński, O. Jan Podgórski: redemptorysta, towarzysz św. Klemensa, Kraków: Nakładem OO. Redemptorystów, 1913, OCLC 69003912. Brak numerów stron w książce
- Bernard Łubieński, Historya cudownego obrazu Matki Boskiej Nieustającej Pomocy, Kraków: Nakł. OO. Redemptorystów, 1916, OCLC 26045559 [zarchiwizowane z adresu 2022-05-12]. Brak numerów stron w książce
- Bernard Łubieński, Polecenie ojczyzny naszej Panu Bogu do odmawiania na dzień 6 maja, Włocławek: Nakł. Księgarni Powszechnej, 1917 (Bibljoteczka Polska, cz. 4), OCLC 749778172. Brak numerów stron w książce
- Bernard Łubieński, Pastor bonus: trzydniowe ćwiczenia duchowe dla kapłanów, Wrocław: Wydawnictwo OO. Redemptorystów, 1949, OCLC 750111188. Brak numerów stron w książce
- Bernard Łubieński, Wspomnienia: Mościska 1908 - Warszawa 1918, Kraków: Homo Dei, 2009, ISBN 978-83-60998-41-0, OCLC 751180347. Brak numerów stron w książce
- Bernard Łubieński, Cuda i łaski Matki Bożej Nieustającej Pomocy, Poznań: Wydawnictwo Rosemaria, 2011, ISBN 978-83-931698-8-7, OCLC 804740625 [zarchiwizowane z adresu 2022-11-30]. Brak numerów stron w książce

## Tablica przodków
| Tablica rodowodowa                                                       | | | | | | | | |
| Prapradziadkowie                                                         | Celestyn Łubieński h. Pomian (1729–16.01.1759) Paula Szembek h. Szembek (1737–20.01.1798)                                                       | Franciszek Onufry Bieliński h. Junosza (23.11.1742–24.10.1809) Krystyna Justyna Sanguszko h. Pogoń (4.10.1741–1778)                             | Józef Potocki h. Pilawa (1735–14.12.1802) Anna Teresa Ossolińska h. Topór (1746–1802)                                     | Stanisław Szczęsny Potocki h. Pilawa (1752–14.03.1805) Józefina Amalia Mniszech h. Mniszech (19.03.1752–10.1798)          | Paweł Łempicki h. Junosza (1700–1762) Dorota Łempicka h. Junosza                                                          | hrabia Józef Andrzej Stanisław Mikorski h. Ostoja (1720–1798) Krystyna Ewa Miaskowska h. Bończa (1745–1774)               | Maciej Sołtyk h. Sołtyk (1720–8.12.1780) Salomea Nakwaska h. Prus II                                                      | książę Aleksander Michał Paweł Sapieha h. Lis (12.09.1730–28.04.1793) Magdalena Agnieszka Anna Lubomirska h. Drużyna (1739–1780) |
| Pradziadkowie                                                            | hrabia Feliks Walezjusz Władysław Łubieński h. Pomian (22.11.1758–2.04.1848) Tekla Teresa Katarzyna Bielińska h. Junosza (6.06.1762–15.08.1810) | hrabia Feliks Walezjusz Władysław Łubieński h. Pomian (22.11.1758–2.04.1848) Tekla Teresa Katarzyna Bielińska h. Junosza (6.06.1762–15.08.1810) | Jan Nepomucen Potocki h. Pilawa (8.03.1761–11.12.1815) Konstancja Raczyńska h. Pilawa (21.11.1783–25.12.1852)             | Jan Nepomucen Potocki h. Pilawa (8.03.1761–11.12.1815) Konstancja Raczyńska h. Pilawa (21.11.1783–25.12.1852)             | Józef Łempicki h. Junosza (1745–1829) Urszula Mikorska h. Ostoja                                                          | Józef Łempicki h. Junosza (1745–1829) Urszula Mikorska h. Ostoja                                                          | Stanisław Sołtyk h. Sołtyk (1751–4.06.1833) Karolina Sapieżyna h. Lis (1759–18.06.1814)                                   | Stanisław Sołtyk h. Sołtyk (1751–4.06.1833) Karolina Sapieżyna h. Lis (1759–18.06.1814)                                          |
| Dziadkowie                                                               | hrabia Henryk Jan Łubieński h. Pomian (11.07.1793–1883) Irena Potocka h. Pilawa (21.05.1803–4.09.1835)                                          | hrabia Henryk Jan Łubieński h. Pomian (11.07.1793–1883) Irena Potocka h. Pilawa (21.05.1803–4.09.1835)                                          | hrabia Henryk Jan Łubieński h. Pomian (11.07.1793–1883) Irena Potocka h. Pilawa (21.05.1803–4.09.1835)                    | hrabia Henryk Jan Łubieński h. Pomian (11.07.1793–1883) Irena Potocka h. Pilawa (21.05.1803–4.09.1835)                    | Ludwik Anastazy Łempicki h. Junosza (1791–1871) Konstancja Sołtyk h. Sołtyk (1794–18.07.1836)                             | Ludwik Anastazy Łempicki h. Junosza (1791–1871) Konstancja Sołtyk h. Sołtyk (1794–18.07.1836)                             | Ludwik Anastazy Łempicki h. Junosza (1791–1871) Konstancja Sołtyk h. Sołtyk (1794–18.07.1836)                             | Ludwik Anastazy Łempicki h. Junosza (1791–1871) Konstancja Sołtyk h. Sołtyk (1794–18.07.1836)                                    |
| Rodzice                                                                  | hrabia Tomasz Wenthworth Łubieński h. Pomian (21.12.1821–21.06.1901) Adelajda Łempicka h. Junosza (18.12.1825–25.12.1915)                       | hrabia Tomasz Wenthworth Łubieński h. Pomian (21.12.1821–21.06.1901) Adelajda Łempicka h. Junosza (18.12.1825–25.12.1915)                       | hrabia Tomasz Wenthworth Łubieński h. Pomian (21.12.1821–21.06.1901) Adelajda Łempicka h. Junosza (18.12.1825–25.12.1915) | hrabia Tomasz Wenthworth Łubieński h. Pomian (21.12.1821–21.06.1901) Adelajda Łempicka h. Junosza (18.12.1825–25.12.1915) | hrabia Tomasz Wenthworth Łubieński h. Pomian (21.12.1821–21.06.1901) Adelajda Łempicka h. Junosza (18.12.1825–25.12.1915) | hrabia Tomasz Wenthworth Łubieński h. Pomian (21.12.1821–21.06.1901) Adelajda Łempicka h. Junosza (18.12.1825–25.12.1915) | hrabia Tomasz Wenthworth Łubieński h. Pomian (21.12.1821–21.06.1901) Adelajda Łempicka h. Junosza (18.12.1825–25.12.1915) | hrabia Tomasz Wenthworth Łubieński h. Pomian (21.12.1821–21.06.1901) Adelajda Łempicka h. Junosza (18.12.1825–25.12.1915)        |
| hrabia o. Bernard Alojzy Łubieński CSsR h. Pomian (9.12.1846–10.09.1933) | | | | | | | | |

## Proces beatyfikacji
Z inicjatywy ojców redemptorystów przekonanych o jego świątobliwym życiu poczyniono starania w celu wyniesienia go na ołtarze. 2 czerwca 1961 rozpoczął się proces informacyjny potrzebny do jego beatyfikacji, który zakończył się na szczeblu diecezjalnym w archidiecezji warszawskiej 24 listopada 1965. W procesie tym zeznania złożyło 44 świadków. Postulatorem procesu (po wielu zmianach) mianowano o. Antonio Marrazzę CSsR. Powołano specjalną Komisję Historyczną, która po zakończeniu prac 28 marca 1995, przekazała akta Kongregacji Spraw Kanonizacyjnych do Rzymu.
30 marca 1998 Kongregacja Spraw Kanonizacyjnych wydała dekret o ważności procesu diecezjalnego. Następnie, pod koniec stycznia 2005 zostało przekazane Stolicy Apostolskiej tzw. Positio, po czym 12 kwietnia 2005 odbyło się w Rzymie zebranie konsultorów, którzy pozytywnie ocenili i zaakceptowali dokumentację historyczną procesu.
6 marca 2018 papież Franciszek zatwierdził dekret o heroiczności jego życia i cnót. Odtąd przysługuje mu tytuł Czcigodnego Sługi Bożego. Zgodnie z obowiązującymi przepisami (konstytucją apostolską Divinus perfectionis Magister) do beatyfikacji potrzebny jest cud za jego wstawiennictwem, który po rozpatrzeniu powinien być zaakceptowany przez Kongregację Spraw Kanonizacyjnych, a następnie zatwierdzony przez papieża.
Wicepostulator procesu beatyfikacyjnego o. Sławomir Pawłowicz CSsR redaguje w Tuchowie specjalne pismo (kwartalnik) pt. „Apostoł Polski” poświęcone życiu, duchowości i sprawie beatyfikacji Bernarda Łubieńskiego.